# CGアニメコンテスト
CGアニメコンテストは、コンピューターを使用した自主制作映像作品を募るコンペである。運営はプロジェクトチームDoGA。1989年から毎年開催されており、国内の類似するコンテストの中でも歴史は最も古い。

## 概要
過去にロマのフ比嘉、新海誠、吉浦康裕、石田祐康、たつき、塚原重義、青木純、松見真一、いしづかあつこらを輩出している。
新海誠の入賞以来はグランプリが出にくくなっており、10年以上にわたって2作品しかグランプリが選ばれていない。そのためか第28回ではグランプリが廃止となり審査員特別賞が制定された。第29回からは最優秀賞という形で復活している。
初期の入賞作品数は、「VHSに収録できる120分の範囲内」で出来るかぎり多くの作品を入賞としていた。これはインターネットやYoutubeなどが普及する以前、自主制作のオリジナル作品を第三者に見てもらう手段がなく、少しでも作品を見てもらえるよう配慮したためだという。2004年の第16回コンテストからDVDも販売されており、2006年第18回コンテストからはDVDのみとなっている。
このほか選外になった作品の中から一部をピックアップした「選外作品集」も販売されていたが、「CGアニカップ」と共催になった第21回は取り止められ、第22回からは入選作品集と同じDVDに収録されている。第25回・第26回と第28回以降はDVDが販売されていない。
受賞作品を発表する上映会などでは「会場審査特別賞」も用意されており、会場の拍手の音量で順位を決めるユニークな方式がとられている。
2023年12月に、同年の第32回をもって終了することがDoGAの公式X (旧Twitter)にて告知された。終了の理由として、パソコンでCGアニメを制作することが当たり前となり、個人でもプロに遜色ない作品が作れるようになるなど、「CGアニメの普及というコンテストの目的は、とっくの昔に達成されてしまっていたため」であるとされる。
これを受けて、2024年1月7日に「さよならCGアニメコンテスト 入選作品全部見せます！」が開催され、YouTubeで配信された。配信イベントには関係者や過去の入賞作家も出演して、それぞれの時代を代表する作品を解説や過去の入選作品全564本を紹介した。

## 歴代受賞作品
「グランプリ」を筆頭とした上から二番目までの賞を一覧する（第10回は「準グランプリ」、第11回からは「入選（作品賞、映像賞……）」まで、第28回は「審査員特別賞」、第29回以降は「準優秀賞」と「入賞」を「入賞」とした）。
| 回 | 年     | グランプリ                                 | 監督                | 入賞 | 監督                                                                 |
| -- | ------ | ------------------------------------------ | ------------------- | --- | -------------------------------------------------------------------- |
| 1  | 1989年 | 該当作品なし                               | ―                   | 応募総数11作品ですべて入選 | 大学の身内の作品が8作品                                              |
| 2  | 1990年 | 該当作品なし                               | ―                   | クリスマスの夜 Happy Birthday FACTORY MEMORY デファイナブルファンクション                                                            | 横山浩之 長谷哲生 梅沢順 伊藤英基、平田剛 森山昇一                   |
| 3  | 1991年 | SWORD                                      | 森山知己            | 幸福の皇子 HEART デスペラード 幻燈 小鳥の朝食 It could happen to you                                                                 | 伊藤圭一 寺尾響子 横山浩之 下田紀之 木村良和 贄良則                  |
| 4  | 1992年 | 猿蟹合戦                                   | 宍戸光太郎          | カラフル少女 パレットちゃん おやつのじかん 愛戦士 Cubbit アポロ 明日へ GRAION PIERROT                                                | 西之園修 森山昇一 矢野崇博 星哲哉 下田紀之 砂川拓也 島田弘明         |
| 5  | 1993年 | SWORD2                                     | 森山知己            | 元気爆発 ジャンボルガー 一件落着 X68000 Image Demonstration CHUN-CHUN WORLD FLC強誘電性液晶 Answer The Door ハッピーバレンタイン “D” | 西之園修 川西翔也 北川博之 佐野元 中尾健次 山畑裕嗣 客野 優 村松博之 |
| 6  | 1994年 |                                            |                     | |                                                                      |
| 7  | 1995年 | A DRAGONFLY                                | 森山知己            | LowReso 電神 ギガダイン | 中村ゆういち 腰原仁志                                                |
| 8  | 1996年 | Sensitive Tone                             | 腰原仁志            | Little Girl & The Thief | 山田哲                                                               |
| 9  | 1997年 | ONE DAY, SOME GIRL Little Girl & The Thief | ロマのフ比嘉 山田哲 | Variable armor PROJECT-WIVERN | 腰原仁志 青山敏之、北田清延                                          |
| 10 | 1998年 | 該当作なし                                 | ―                   | 超獣ロボ リューセイバー 荒野のからくり侍                                                                                             | 渡辺哲也 中林圭                                                      |
| 11 | 1999年 | 該当作なし                                 | ―                   | It's gauche to say. BATTLE CHASE 2 Mission: Li'l bit                                                                                 | 腰原仁志 河野達也 山口秀行                                           |
| 12 | 2000年 | 彼女と彼女の猫                             | 新海誠              | カエル頭の左目 | 大坪信康                                                             |
| 13 | 2001年 | 該当作なし                                 | ―                   | Photograph of Scandal クローカ | オンダオニリカ 山口秀行                                              |
| 14 | 2002年 | 該当作なし                                 | ―                   | LIFE NO COLOR quino episode II Emigrate Ship -移民船- キクマナl                                                                      | 田澤潮 poeyama 江村豊秋 吉浦康裕                                     |
| 15 | 2003年 | 該当作なし                                 | ―                   | 水のコトバ デカデカ 抜殻旅行記 | 吉浦康裕 みかげたゆた、せいけゆきお 横原大和                         |
| 16 | 2004年 | 該当作なし                                 | ―                   | 文使 tough guy! | 栗栖直也 岸本真太郎                                                  |
| 17 | 2005年 | MY HOME                                    | 木霊                | 夏と空と僕らの未来 | 井端義秀                                                             |
| 18 | 2006年 | 該当作なし                                 | ―                   | 吉野の姫 モンスターブーツ パパが必要なの                                                                                             | 丸山薫 メテオール チャン・ヒョンユン                                 |
| 19 | 2007年 | 該当作なし                                 | ―                   | 49 nakedyouth 放課後決闘クラブ | 岩野一郎 宍戸幸次郎 KAN                                              |
| 20 | 2008年 | 該当作なし                                 | ―                   | Ascension パペと少年 | 田島清美 KELLOW☆UP DATE FILM                                         |
| 21 | 2009年 | 該当作なし                                 | ―                   | スターマイン 恋するネズミ | KAN ひだかしんさく                                                   |
| 22 | 2010年 | 該当作なし                                 | ―                   | セピア色のとけい The Light of Life フミコの告白                                                                                      | きのしたがく 柴田大平 石田祐康                                       |
| 23 | 2011年 | これくらいで歌う                           | 椙本晃佑            | やさしいマーチ 灯花 ロボと少女(仮) 完全版(仮)                                                                                        | 植草航 助川勇太 アオキタクト                                         |
| 24 | 2012年 | 該当作なし                                 | ―                   | 婆ちゃの金魚 ケムリクサ | 岩瀬夏緒里 irodori                                                   |
| 25 | 2013年 | 該当作なし                                 | ―                   | 端ノ向フ DE_RIRIA_SUBASUTAIMU エンゼルフィッシュの日                                                                                 | 塚原重義 ひだかしんさく ハイドラストローク                           |
| 26 | 2014年 | 該当作なし                                 | ―                   | 地球防衛少女 LOVERS ON THE ORBIT なまずは海に還る                                                                                    | 冬野広 岩瀬夏緒里                                                    |
| 27 | 2016年 | 該当作なし                                 | ―                   | 東京コスモ ボンとハレトモ～古代遺跡で大慌て～                                                                                        | 宮内貴広 uwabami                                                     |
| 28 | 2019年 | 該当作なし                                 | ―                   | 微笑みのヴェヴァラ きみしかいない ふわふわの死 平面惑星［Flat Planet］ その先の旅路                                                  | 岡田章吾 静勢舞 ギブミ～！トモタカ 機能美p 山口真衣                  |
| 29 | 2020年 | ある日本の絵描き少年                       | 川尻将由            | OASIS メイクラブ Hurray!コンセプトムービー2 はしれ！こいぬちゃん                                                                     | WASABIMELON 安田現象 Hurray! きのしたがく                            |
| 30 | 2021年 | 高野交差点                                 | 伊藤瑞希            | アノナツココナツ Final Deathtination 洄 Aquamation 白紙                                                                              | 多田文彦 田村鞠果 Amoon グレンズそう                                 |
| 31 | 2022年 | 果ての一閃 EPISODE ZERO                    | ハヤカワ ツクロ     | 無法の愛 ミルキー☆ハイウェイ 鬼、布と塩 冬のスターフルーツ                                                                           | 鈴木竜也 亀山陽平 西原美彩 陳佳音                                    |
| 32 | 2023年 | 子猫の配達員うーにゃん                     | スタジオななほし    | 長期照願 5000兆円欲しい！ SEPIA NOTES 520                                                                                            | 謝宗旻 スタジオぽぷり 熊谷芙美子 池辺凛                              |